# Polystyliphora eilatensis
Polystyliphora eilatensis är en plattmaskart som beskrevs av Curini-Galletti och Martens 1991. Polystyliphora eilatensis ingår i släktet Polystyliphora och familjen Polystyliphoridae.
Artens utbredningsområde är Röda havet. Inga underarter finns listade i Catalogue of Life.